# Brian Strait
Pour les articles homonymes, voir Strait.
Brian Strait (né le 4 janvier 1988 à Waltham, dans l'État du Massachusetts aux États-Unis) est un joueur professionnel américain de hockey sur glace.

## Biographie
Brian Strait naît le 4 janvier 1988 à Boston, dans l'État du Massachusetts aux États-Unis ; il est le fils de Linda et David Strait.
Strait commence sa carrière en jouant deux saisons avec l'équipe de l'école Northfield Mount Hermon School, une école dans la banlieue de Springfield dans le Massachusetts. Au cours de la première saison dans l'école, il inscrit douze points puis augmente son total à vingt-cinq points dont cinq buts au cours de sa deuxième saison. En 2004-2005, il rejoint le programme de développement américain où il reste pendant deux saisons, jouant avec l'équipe moins de 17 ans puis moins de 18 ans mais également dans North American Hockey League.
À la fin de la saison 2005-2006, il est nommé capitaine de l'équipe des États-Unis moins de 18 ans qui participe au championnat du monde en avril ; après la première phase, les Américains sont invaincus puis passent tous les tours des séries pour jouer la finale contre la Finlande. Les Américains emportant la médaille d'or en gagnant le match 3-1 ; Strait participe à toutes les rencontres de son équipe même s'il n'inscrit pas le moindre point.
Quelques semaines plus tard, il participe au repêchage d'entrée de la Ligue nationale de hockey ; il est le 65e choix de la séance étant sélectionné par les Penguins de Pittsburgh, troisième joueur retenu par les Penguins après Jordan Staal et Carl Sneep. Il ne rejoint par pour autant les rangs de la LNH mais à la place commence une carrière universitaire en jouant avec les Terriers de Boston dans le championnat de la NCAA.
Au cours de sa première saison dans la NCAA, il ne manque que trois rencontres en raison d'une blessure à l'épaule ; il compte six points au total sur la saison et est élu à deux reprises meilleur joueur recrue sur une semaine de Hockey East, la division dans laquelle évoluent les Terriers. 

## Statistiques

### Statistiques en club
| Saison     | Équipe                            | Ligue      |     | Saison régulière | Saison régulière | Saison régulière | Saison régulière | Saison régulière |   | Séries éliminatoires | Séries éliminatoires | Séries éliminatoires | Séries éliminatoires | Séries éliminatoires |
| Saison     | Équipe                            | Ligue      | PJ  | B                | A                | Pts              | Pun              | PJ               | B | A                    | Pts                  | Pun                  |                      |                      |
| 2004-2005  | États-Unis                        | U-17       | 18  | 1                | 5                | 6                | 8                | -                | - | -                    | -                    | -                    |                      |                      |
| 2004-2005  | États-Unis                        | NAHL       | 42  | 4                | 8                | 12               | 42               | 10               | 0 | 2                    | 2                    | 2                    |                      |                      |
| 2005-2006  | États-Unis                        | U-18       | 40  | 2                | 7                | 9                | 31               | -                | - | -                    | -                    | -                    |                      |                      |
| 2005-2006  | États-Unis                        | NAHL       | 15  | 0                | 5                | 5                | 41               | -                | - | -                    | -                    | -                    |                      |                      |
| 2006-2007  | Terriers de Boston                | NCAA       | 36  | 3                | 3                | 6                | 47               | -                | - | -                    | -                    | -                    |                      |                      |
| 2007-2008  | Terriers de Boston                | NCAA       | 37  | 0                | 10               | 10               | 20               | -                | - | -                    | -                    | -                    |                      |                      |
| 2008-2009  | Terriers de Boston                | NCAA       | 38  | 2                | 5                | 7                | 67               | -                | - | -                    | -                    | -                    |                      |                      |
| 2009-2010  | Penguins de Wilkes-Barre/Scranton | LAH        | 78  | 2                | 12               | 14               | 73               | 4                | 0 | 1                    | 1                    | 0                    |                      |                      |
| 2010-2011  | Penguins de Wilkes-Barre/Scranton | LAH        | 75  | 2                | 8                | 10               | 49               | 12               | 1 | 3                    | 4                    | 10                   |                      |                      |
| 2010-2011  | Penguins de Pittsburgh            | LNH        | 3   | 0                | 0                | 0                | 0                | -                | - | -                    | -                    | -                    |                      |                      |
| 2011-2012  | Penguins de Wilkes-Barre/Scranton | LAH        | 41  | 4                | 12               | 16               | 26               | 2                | 0 | 1                    | 1                    | 0                    |                      |                      |
| 2011-2012  | Penguins de Pittsburgh            | LNH        | 9   | 0                | 1                | 1                | 4                | 3                | 0 | 0                    | 0                    | 0                    |                      |                      |
| 2012-2013  | Islanders de New York             | LNH        | 19  | 0                | 4                | 4                | 10               | 6                | 1 | 0                    | 1                    | 12                   |                      |                      |
| 2013-2014  | Islanders de New York             | LNH        | 47  | 3                | 6                | 9                | 14               | -                | - | -                    | -                    | -                    |                      |                      |
| 2014-2015  | Islanders de New York             | LNH        | 52  | 2                | 5                | 7                | 32               | 7                | 0 | 0                    | 0                    | 4                    |                      |                      |
| 2015-2016  | Islanders de New York             | LNH        | 52  | 1                | 5                | 6                | 31               | -                | - | -                    | -                    | -                    |                      |                      |
| 2016-2017  | Moose du Manitoba                 | LAH        | 58  | 2                | 12               | 14               | 36               | -                | - | -                    | -                    | -                    |                      |                      |
| 2016-2017  | Jets de Winnipeg                  | LNH        | 5   | 0                | 2                | 2                | 0                | -                | - | -                    | -                    | -                    |                      |                      |
| 2017-2018  | Devils de Binghamton              | LAH        | 61  | 3                | 5                | 8                | 52               | -                | - | -                    | -                    | -                    |                      |                      |
| 2018-2019  | Devils de Binghamton              | LAH        | 10  | 0                | 0                | 0                | 8                | -                | - | -                    | -                    | -                    |                      |                      |
| 2019-2020  | Devils de Binghamton              | LAH        | 0   | 0                | 0                | 0                | 0                | -                | - | -                    | -                    | -                    |                      |                      |
| Totaux LNH | Totaux LNH                        | Totaux LNH | 187 | 6                | 23               | 29               | 91               | 16               | 1 | 0                    | 1                    | 16                   |                      |                      |

### Statistiques en équipe nationale
| Année | Équipe         | Compétition                  |   | PJ | B | A | Pts | Pun           |  | Résultat |
| 2006  | États-Unis U18 | Championnat du monde -18 ans | 6 | 0  | 0 | 0 | 4   | Médaille d'or |  |          |
| 2008  | États-Unis U20 | Championnat du monde junior  | 6 | 0  | 0 | 0 | 0   | 4e place      |  |          |